# خليفة خليفوه
خليفة خليفوه (1 نوفمبر 1943 -)، ممثل كويتي. بدأ مسيرته عن طريق المسرح.

## أعماله

### من المسلسلات
سوالف وأمثال 

البلشتي 

الحب الكبير 

منيرة 

صج حظوظ 

البارونات 

عيال الفقر 

سند وابطال الغابة 

أنا وأنت والإنترنت 

تاكسي تحت الطلب 

أسد الجزيرة 

خال الحكم 

أبو طبيلة 

أحلام طواش 

كرت أحمر 

دموع الرجال 

ناس وناس 

عائلة أبيض وأسود 

لعبة القدر 

الصقرين 

ديوان السبيل 

صالح وطالح 

السرايات 

الخطر معهم 

الدردور 

كنز المخاطر 

حكايات كويتية 

زمان الإسكافي 

بو قلبين 

الوريث 

عودة السندباد 

عندما تشتعل الثلوج 

سفينة الاحلام 

عبد الله البري وعبد الله البحري 

العقاب 

طش ورش 

صواري الليل 

طيف السلام 

الطماعون 

الجوهرة والصياد 

السيف المفقود 

مذكرات جحا 

النادر

### في المسرح
أشباح قريتنا 

أشباح أم سرور 

رحلة رقم 112 

شباب البي بي 

عايلة بو عبود 

سالي 

الأميرة و الأقزام 

الهولة والسنافر 

نحن و السنافر 

عريس لبنت السلطان 

غلط ياناس

### في السينما
وادي الأرواح 

الفخ

### السهرات التلفزيونية
لحظة وداع 

أزهار الشك

### التأليف
- مسرحية رحلة رقم 112.
- مسرحية عايلة بو عبود.

### الإخراج
- مسرحية وعاد الأمل.

## روابط خارجية
- خليفة خليفوه على موقع قاعدة بيانات الأفلام العربية